# Halmi Jenő (színművész, 1877–1938)

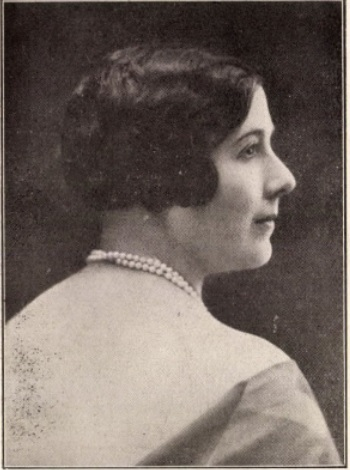
Halmi Jenőné, Szalma Terus portréja a Magyar színművészeti lexikonban (1929)

Id. Halmi Jenő, Bózsing János (Hidaskürt, 1877. február 26. – Mohács, 1938. augusztus 11.) színész, színházigazgató, Ifj. Halmi Jenő színész édesapja.

## Életútja
Szülei Bózsing János gazda és Dudás Erzsébet. A gimnáziumot Nyitrán végezte. 1893-ban beiratkozott a Solymosi Elek-féle színiiskolába, majd 1894-ben Szalkai Lajos színigazgatóhoz szerződött. Későbbi igazgatói, akiknél mint elsőrendű szerelmes-színész szerepelt a következők: Deák Péter, Fekete Béla, Dobó Sándor, Bokody Antal, Somogyi Károly, majd újra Szalkai Lajos és Krecsányi Ignác. 1903-ban igazgató lett, 1904–1905 között Szlavónia, Horvátország és Bosznia nagyobb városaiban operett-társulattal működött. Belgrádban két hónapon keresztül szerepelt társulatával. 1909-ben Felsőbányán nyert engedélyt egy rövid színi ciklus tartására.
Az első világháborút az orosz és az olasz harctereken küzdötte végig és mint százados került haza. Közvetlenül a leszerelés után Budapesten, a MÁV-gépgyár színház helyiségében tartott előadást a leszerelt katona-színészekkel. Később ismét vidéki színigazgató lett, 1928-tól Nagykőrös, Vác, Kisvárda, Karcag, Kisújszállás, Jászberény, Salgótarján, Mátészalka és Berettyóújfalu városokban működött. Az 1930-as évek közepén társulata anyagi nehézségek miatt megszűnt. 1936–1937 között fia, ifj. Halmi Jenő társulatában lépett színpadra.
A mohácsi római katolikus temetőben helyezték nyugalomra, előbb jeltelen sírban, majd síremlékét 1939. november 1-jén avatták fel, s ekkor, mint emléklapos főhadnagynak a frontharcosok, egy kisszázad kivonulásával adták meg a tiszteletet.

### Magánélete
Neje Szalma Teréz (1890–1966) színésznő volt.